# Phare de Ninaküla
Le phare de Ninaküla (en estonien : Ninaküla tulepaak) est un feu situé dans le village de Nina küla (commune de Alatskivi), sur le lac Peïpous, dans le Comté de Tartu, en Estonie.
Il est géré par l'Administration maritime estonienne,.

## Description
Le phare est une tour cylindrique blanche en béton de 10 mètres de haut, avec galerie et lanterne au toit noir. Il émet, à une hauteur focale de 15 mètres, un éclat blanc toutes les 4 secondes. Sa portée nominale est de 10 milles nautiques (environ 19 km).
Il est localisé sur un promontoire près du village de Nina küla, devant l'église Orthodoxe (Nina Õ Igeusu Kirik), à environ 5 km  au sud de Kallaste sur le côté ouest du lac Peïpous.
Identifiant : ARLHS : EST-037 ; EVA-P12.

## Caractéristique duFeu maritime
Fréquence : 4 secondes (W)
- Lumière : 0.8 seconde
- Obscurité : 3.2 secondes

|          |
| Le phare |

|             |
| Lac Païpous |

### Lien connexe
- Liste des phares d'Estonie